# زبان کنگوئی
زبان کنگوئی یکی از زبان‌های بانتوست که در میان مردمان کنگوئی -که در جنگل‌های استوایی کشورهای جمهوری کنگو و جمهوری دموکراتیک کنگو می‌زیند- رواج دارد. این زبان یک زبان نواخت‌دار است. 
واژگان زامبی، جاز و فانک ریشه در زبان کنگوئی دارند.